# Scrutatore
Lo scrutatore è uno dei componenti dell'ufficio che si insedia presso ogni sezione elettorale in occasione delle consultazioni elettorali o referendarie previste dall'ordinamento italiano. A ogni seggio elettorale è assegnato un numero di scrutatori compreso fra due e quattro; uno degli scrutatori svolge le funzioni di vicepresidente dell'ufficio.

## Nomina e sostituzione

### Nomina degli scrutatori
Gli scrutatori sono nominati fra il 25º e il 20º giorno antecedente la data delle votazioni. La nomina spetta alla commissione elettorale comunale, composta dal sindaco e da un numero prefissato di consiglieri comunali; nel caso in cui l'amministrazione municipale sia commissariata, i componenti della commissione – escluso il sindaco – restano in carica sotto la presidenza del commissario medesimo. L'avviso della riunione dell'assemblea dev'essere pubblicato nell'albo pretorio del comune con due giorni di anticipo.
L'organo competente attribuisce gli incarichi per tutte le sezioni elettorali presenti nel territorio del comune. Nel dettaglio, a ogni seggio elettorale sono assegnati quattro scrutatori in caso di elezioni e tre scrutatori in caso di consultazione referendaria; ai cosiddetti «seggi speciali», deputati a operare presso le carceri e gli ospedali con un numero di posti-letto compreso fra 100 e 199, sono invece destinati soltanto due scrutatori.
Gli scrutatori sono scelti fra gli elettori compresi nell'albo unico delle persone idonee a ricoprire l'incarico. I cittadini che desiderano essere inseriti nell'elenco degli scrutatori debbono presentare domanda al sindaco del comune di cui sono elettori entro il mese di novembre di ogni anno; l'iscrizione è gratuita e dura a vita. Nell'eventualità in cui il numero degli iscritti all'albo non sia sufficiente, gli ulteriori scrutatori occorrenti sono prescelti fra gli elettori del comune.
Nei limiti dei vincoli fissati dalla legge, la commissione elettorale comunale procede alle designazioni sulla base di criteri discrezionali e con voto unanime. Qualora non si raggiunga l'unanimità, ciascun componente dell'assemblea indica un nome e l'incarico viene attribuito a coloro che hanno ottenuto il maggior numero di preferenze oppure, in caso di parità di voti, ai più anziani. Le suddette modalità di nomina non sono state in vigore nel periodo compreso fra il 1989 e il 2005, quando la legge prevedeva che in ogni caso la commissione designasse gli scrutatori mediante sorteggio.
Entro il 15º giorno precedente la votazione, i cittadini incaricati delle funzioni di scrutatore ricevono copia della nomina attraverso un messo notificatore, al quale deve essere restituita una firma per presa visione. L'incarico di scrutatore è obbligatorio per le persone designate: sono previste delle sanzioni amministrative e penali per coloro che, senza un impedimento grave e comprovato, si rifiutino di assolvere il compito.
Al pari degli altri membri del seggio (presidente e segretario) e dei rappresentanti di lista, lo scrutatore ha facoltà di votare presso la sezione a cui è stato assegnato, anche se diversa da quella in cui risulta iscritto.

### Requisiti
Per poter svolgere le funzioni di scrutatore occorre possedere i seguenti requisiti:
- essere iscritti nelle liste degli elettori del comune;
- avere assolto l'obbligo formativo.

Non possono, in ogni caso, ricoprire l'incarico di scrutatore:
- i dipendenti del Ministero dell'interno, del Ministero delle poste e delle telecomunicazioni[A 1] e del Ministero dei trasporti[A 2];
- gli appartenenti alle forze armate in attività di servizio;
- i medici provinciali, gli ufficiali sanitari e i medici condotti;
- i segretari comunali;
- i dipendenti comunali addetti o comandati a prestare servizio presso gli uffici elettorali comunali;
- i candidati alle elezioni per le quali si svolge la votazione;
- i rappresentanti di lista.

### Rinuncia e sostituzione degli scrutatori
Chi ha ricevuto la nomina a scrutatore può rinunciare all'incarico solo in presenza di gravi e giustificati motivi, comunicandolo agli uffici comunali entro 48 ore dalla notifica. In tal caso l'ufficio elettorale del comune provvederà alla sostituzione facendo riferimento alla graduatoria dei sostituti già stilata dalla commissione elettorale in occasione delle prime nomine. La sostituzione è notificata agli interessati entro il terzo giorno antecedente le votazioni.
Nel caso in cui qualcuno fra gli scrutatori designati non si presenti alla costituzione del seggio oppure all'apertura della votazione, i provvedimenti necessari spettano al presidente di seggio, il quale effettua le sostituzioni nominando alternativamente il più anziano e il più giovane tra gli elettori presenti:
- che sappiano leggere e scrivere;
- che non siano rappresentanti di lista;
- per i quali non sussista alcuna delle altre cause di incompatibilità indicate dalla legge.

## Compiti

Modello di scheda elettorale per le elezioni politiche

I principali compiti dello scrutatore sono i seguenti.
Prima dell'apertura della votazione, quando si costituisce il seggio, egli:
- appone la propria firma all'esterno delle schede elettorali da autenticare;
- prepara il materiale occorrente alla votazione.

Durante le operazioni di voto:
- identifica ogni cittadino che si presenta a votare, indicando di norma gli estremi del documento di riconoscimento dell'elettore sulle liste di sezione;
- annota, nell'apposito registro, il numero della tessera elettorale esibita dal votante;
- contribuisce a garantire la libertà e la segretezza del voto;
- assiste il presidente di seggio e il segretario nell'esercizio delle loro funzioni;
- rilascia al presidente di seggio il proprio parere in ordine a tutte le difficoltà e gli incidenti che si dovessero sollevare intorno alle operazioni della sezione.

Alla chiusura della votazione:

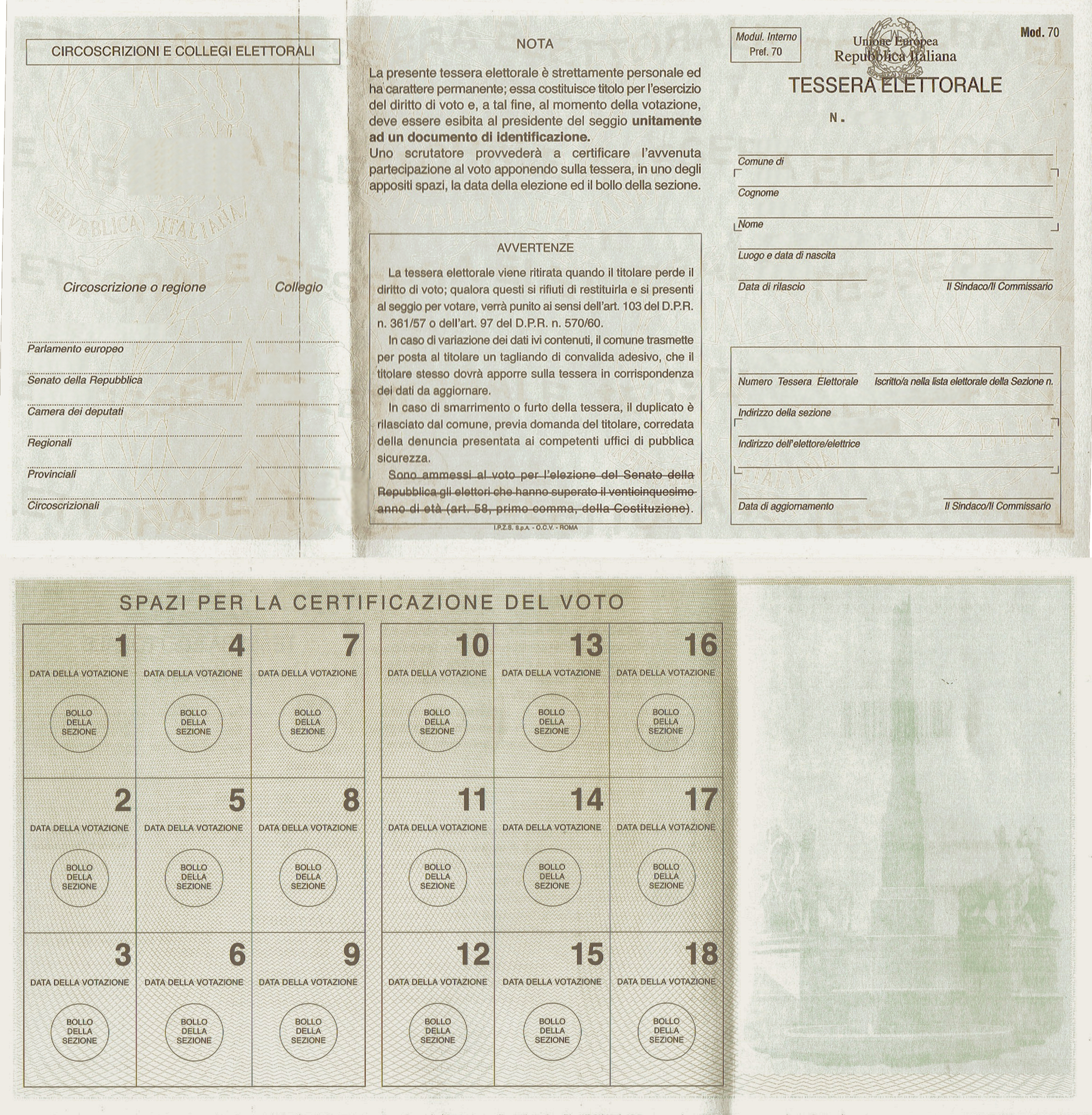
Facsimile di tessera elettorale

- partecipa allo spoglio delle schede;
- redige le tabelle di scrutinio;
- assiste il presidente e il segretario nella formazione dei plichi contenenti le schede, i verbali e gli altri atti relativi alle operazioni di voto e di scrutinio.

Uno degli scrutatori, su designazione del presidente, ricopre inoltre l'incarico di vicepresidente del seggio. Ciascuno scrutatore è considerato, per ogni effetto di legge, pubblico ufficiale durante l'esercizio delle sue funzioni; pertanto gli possono essere ascritti i reati di abuso d'ufficio, concussione, corruzione, peculato e rifiuto e omissione d'atti d'ufficio, oltre ai reati specifici contemplati dalla normativa elettorale.

## Indennità e permessi

### Indennità di servizio
Allo scrutatore spetta un'indennità di servizio in denaro, la cui entità è stabilita per legge e varia in funzione del numero di consultazioni che si svolgono nel medesimo giorno. Tale compenso non costituisce reddito e non deve dunque essere indicato nella dichiarazione dei redditi del percipiente.

### Diritti dei lavoratori impegnati nelle operazioni elettorali
Analogamente agli altri componenti dei seggi elettorali, lo scrutatore – se lavoratore dipendente – ha diritto a un giorno di riposo retribuito per la domenica in cui si svolgono le elezioni, oltre a uno oppure due giorni di permesso retribuito per il sabato e il lunedì, in cui si tengono generalmente l'allestimento del seggio e lo scrutinio. Lo scrutatore ha poi diritto a uno o due giorni di riposo compensativo, come indennità per festività non godute, per i giorni festivi o non lavorativi in cui si è svolto l'incarico elettorale. La legge infatti stabilisce quanto segue:
Se il lavoratore non fruisce dei giorni di recupero compensativo, questi gli sono liquidati in denaro. I giorni di recupero compensativo si ottengono presentando al datore di lavoro l'apposita attestazione che comprova lo svolgimento dell'attività di scrutatore, firmata e timbrata dal presidente di seggio.

### Annotazioni
1. ↑  Dal 2008 accorpato nel Ministero dello sviluppo economico.
2. ↑  Dal 2008 accorpato nel Ministero delle infrastrutture e dei trasporti.

### Fonti
1. ↑   Scrutatore, su treccani.it, Vocabolario Treccani on line – Istituto dell'Enciclopedia Italiana. URL consultato il 28 dicembre 2013 (archiviato il 28 dicembre 2013).
2. ↑   Francesco Sabatini e Vittorio Coletti, scrutatore, in Il Sabatini Coletti - Dizionario della lingua italiana, edizione online su dizionari.corriere.it, 2018.
3. ↑  Dizionario Garzanti della lingua italiana, voce «scrutatore».
4. 1 2 3 4  Decreto del presidente della Repubblica 16 maggio 1960, n. 570 – Testo unico delle leggi per la composizione e la elezione degli organi delle amministrazioni comunali, articolo 20.
5. 1 2 3 4 5 6 7 8 9 10  Legge 8 marzo 1989, n. 95, articolo 6.
6. ↑  Decreto del presidente della Repubblica 20 marzo 1967, n. 223 – Testo unico delle leggi per la disciplina dell'elettorato attivo e per la tenuta e la revisione delle liste elettorali, articolo 15.
7. ↑  Legge 25 maggio 1970, n. 352, articolo 19.
8. ↑  Legge 23 aprile 1976, n. 136, articolo 9.
9. ↑  Legge 8 marzo 1989, n. 95, articolo 3.
10. ↑  Legge 8 marzo 1989, n. 95, articolo 6, formulazione originale.
11. ↑  Legge 21 dicembre 2005, n. 270, articolo 9.
12. ↑  Decreto del presidente della Repubblica 30 marzo 1957, n. 361 – Testo unico delle leggi recanti norme per la elezione della Camera del deputati, articolo 40.
13. ↑  Decreto del presidente della Repubblica 16 maggio 1960, n. 570 – Testo unico delle leggi per la composizione e la elezione degli organi delle amministrazioni comunali, articolo 40.
14. ↑  Legge 8 marzo 1989, n. 95, articolo 1.
15. ↑  Decreto del presidente della Repubblica 30 marzo 1957, n. 361 – Testo unico delle leggi recanti norme per la elezione della Camera del deputati, articolo 38.
16. ↑  Decreto del presidente della Repubblica 16 maggio 1960, n. 570 – Testo unico delle leggi per la composizione e la elezione degli organi delle amministrazioni comunali, articolo 23.
17. ↑  Decreto del presidente della Repubblica 30 marzo 1957, n. 361 – Testo unico delle leggi recanti norme per la elezione della Camera del deputati, articolo 41.
18. ↑  Decreto del presidente della Repubblica 16 maggio 1960, n. 570 – Testo unico delle leggi per la composizione e la elezione degli organi delle amministrazioni comunali, articolo 24.
19. ↑  Articoli 314, 317, 318, 319, 323 e 328 del codice penale italiano.
20. ↑  Decreto del presidente della Repubblica 16 maggio 1960, n. 570 – Testo unico delle leggi per la composizione e la elezione degli organi delle amministrazioni comunali, articoli 86-103.
21. ↑  Decreto del presidente della Repubblica 30 marzo 1957, n. 361 – Testo unico delle leggi recanti norme per la elezione della Camera dei deputati, articolo 119.